# Coniopteryx minana
Coniopteryx minana är en insektsart som beskrevs av C.-k. Yang och Liu 1999. Coniopteryx minana ingår i släktet Coniopteryx och familjen vaxsländor. Inga underarter finns listade i Catalogue of Life.